# 红军英雄纪念碑
红军英雄纪念碑（德語：Heldendenkmal der Roten Armee）位于维也纳第三区的施瓦岑贝格广场，建于1945年，纪念在第二次世界大战的维也纳攻势中阵亡的17000名苏联士兵。由德国战俘和奥地利的建筑工人建造。

## 背景
二战末期，乌克兰第三方面军奉斯大林之命夺取维也纳，既是出于军事战略目的，也是用作战后与盟国交易的筹码经过激烈的战斗，维也纳于1945年4月14日落入苏联手中。
半圆形的白色大理石柱廊环绕着十二米高的红军士兵雕像 。这名士兵戴着金色头盔，手持苏联国旗和金色的苏联国徽，胸前挎着冲锋枪 对于维也纳人，红军英雄纪念碑普遍被视为对战后苏联占领的痛苦时期不受欢迎的提醒。2007年，俄罗斯总统普京参观纪念碑并献花，特别感谢奥地利没有将其拆除。 维也纳市出资将其翻新，遭到一些当地媒体的反对。

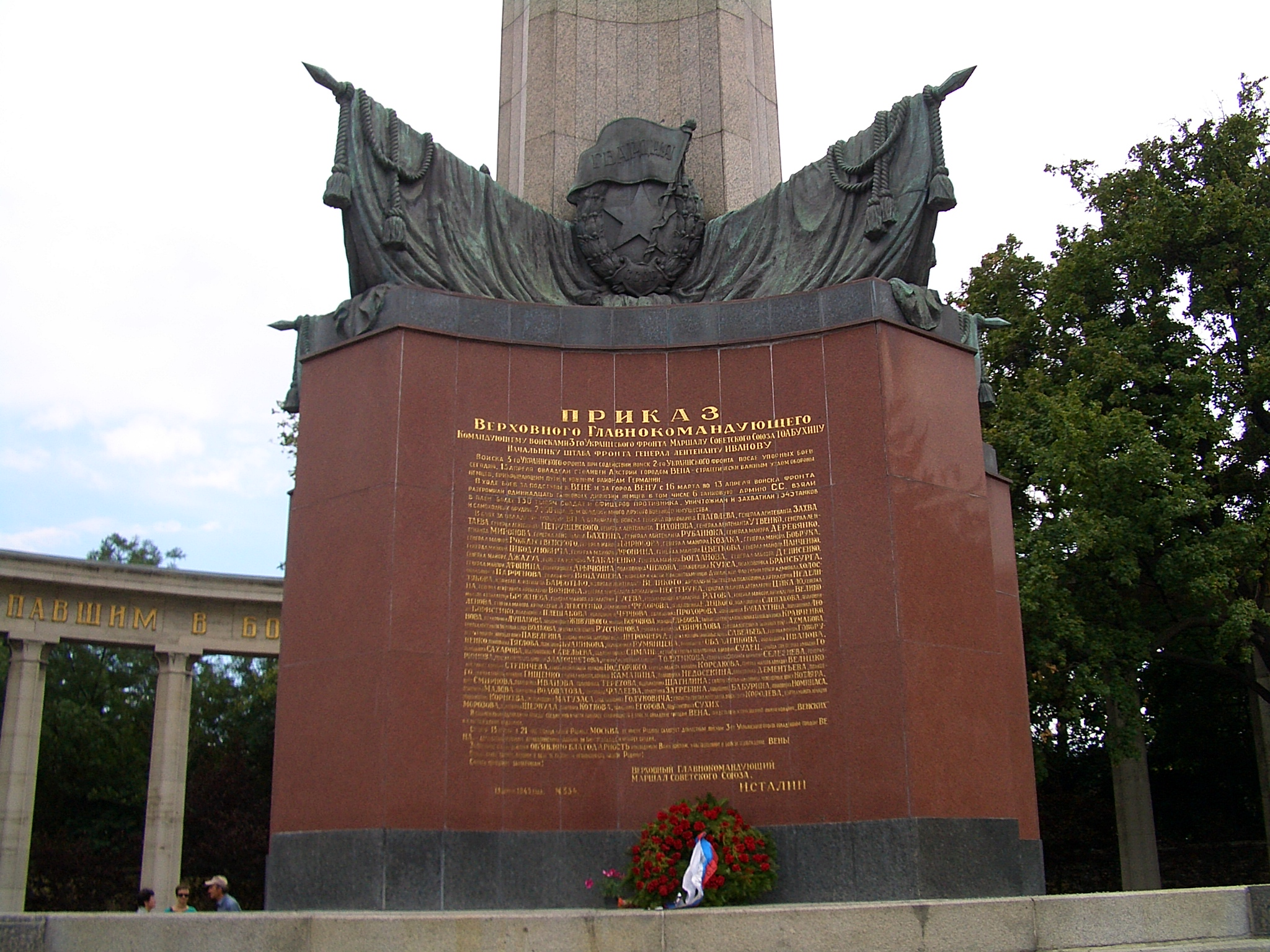